# Wehrkreis II (Stettin)

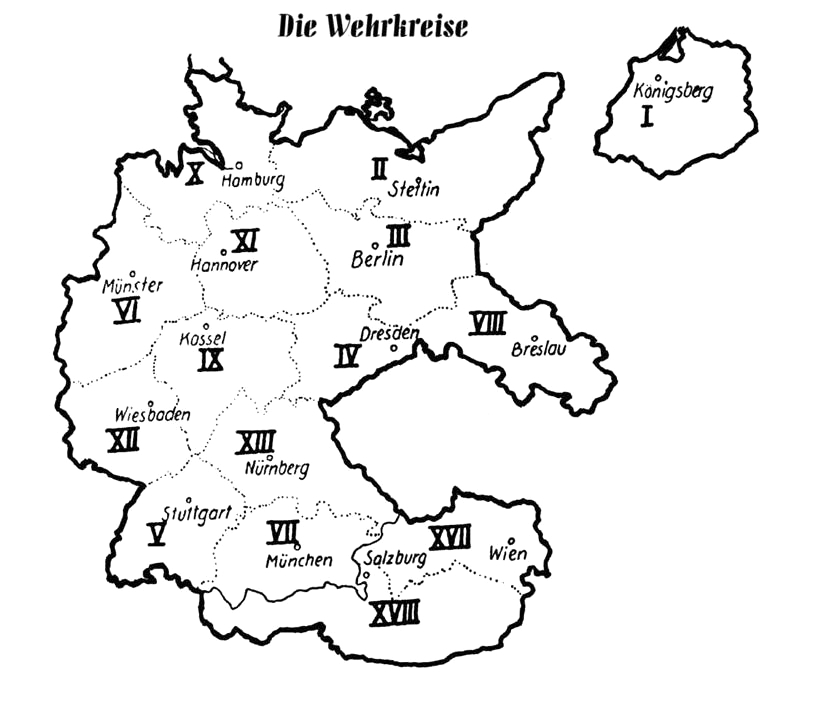
Die Wehrkreise des Deutschen Reiches nach dem „Anschluss“ Österreichs

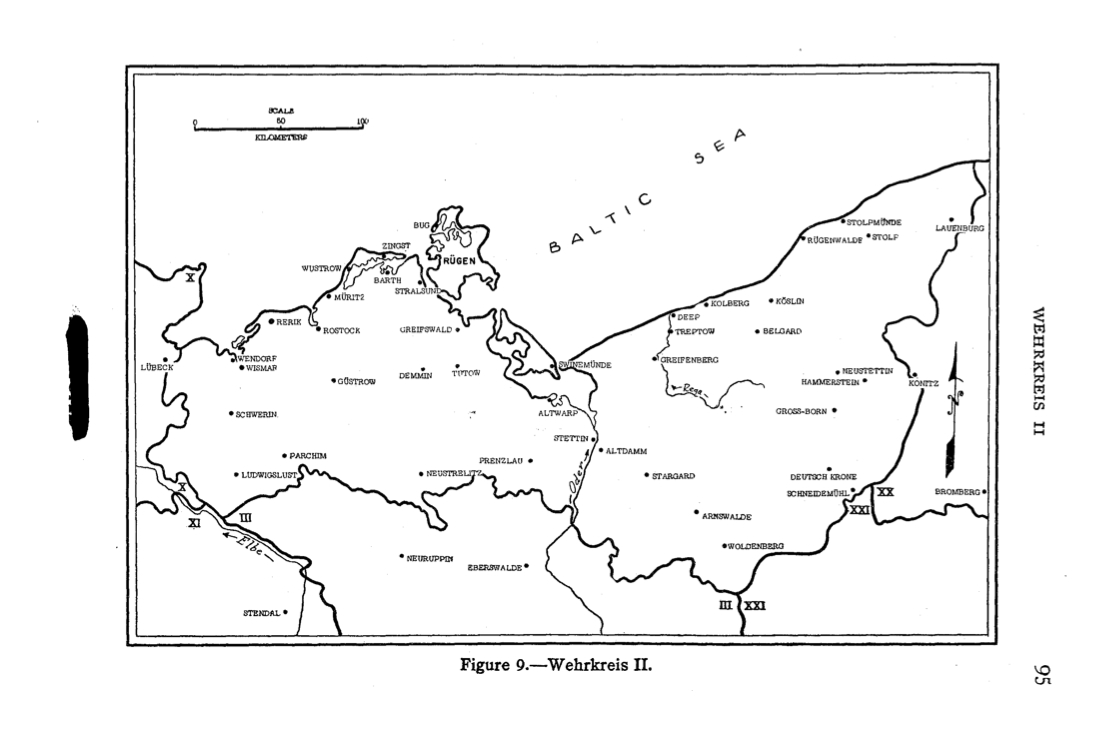
Karte des Wehrkreises II

Der Wehrkreis II (Stettin) war eine militärische Verwaltungseinheit während der Zeit der Weimarer Republik und später des nationalsozialistischen Deutschen Reiches und bestand bis 1945. Ihm oblag die militärische Sicherung der Gebiete Mecklenburgs und der preußischen Provinz Pommern sowie die Rekrutierung und Ausbildung von Teilen des Heeres der Reichswehr bzw. der Wehrmacht in diesem Gebiet. Der Wehrkreis umfasste drei Wehrersatzbezirke (Schwerin, Köslin und Stettin). Das Hauptquartier befand sich in Stettin in Pommern.

## Befehlshaber
Die Befehlshaber des Wehrkreises II waren:
- Erich Weber (1920–1921)
- Hans von Hammerstein-Gesmold (1921–1923)
- Erich von Tschischwitz (1923–1927)
- Joachim von Amsberg (1927–1929)
- Rudolf Schniewindt (1929–1931)
- Fedor von Bock (1931–1935)
- Johannes Blaskowitz (1935–1938)
- Adolf Strauß (1938–1939)
- Hans Feige (1939–1940)
- Max Föhrenbach (1940–1942)
- Werner Kienitz (1942–1945)
- Walter Braemer (1945)
- Walter Hörnlein (1945)